# Max Lerner
Max Lerner (1902 — 1992) foi um pedagogo e jornalista estadunidense nascido na Rússia.

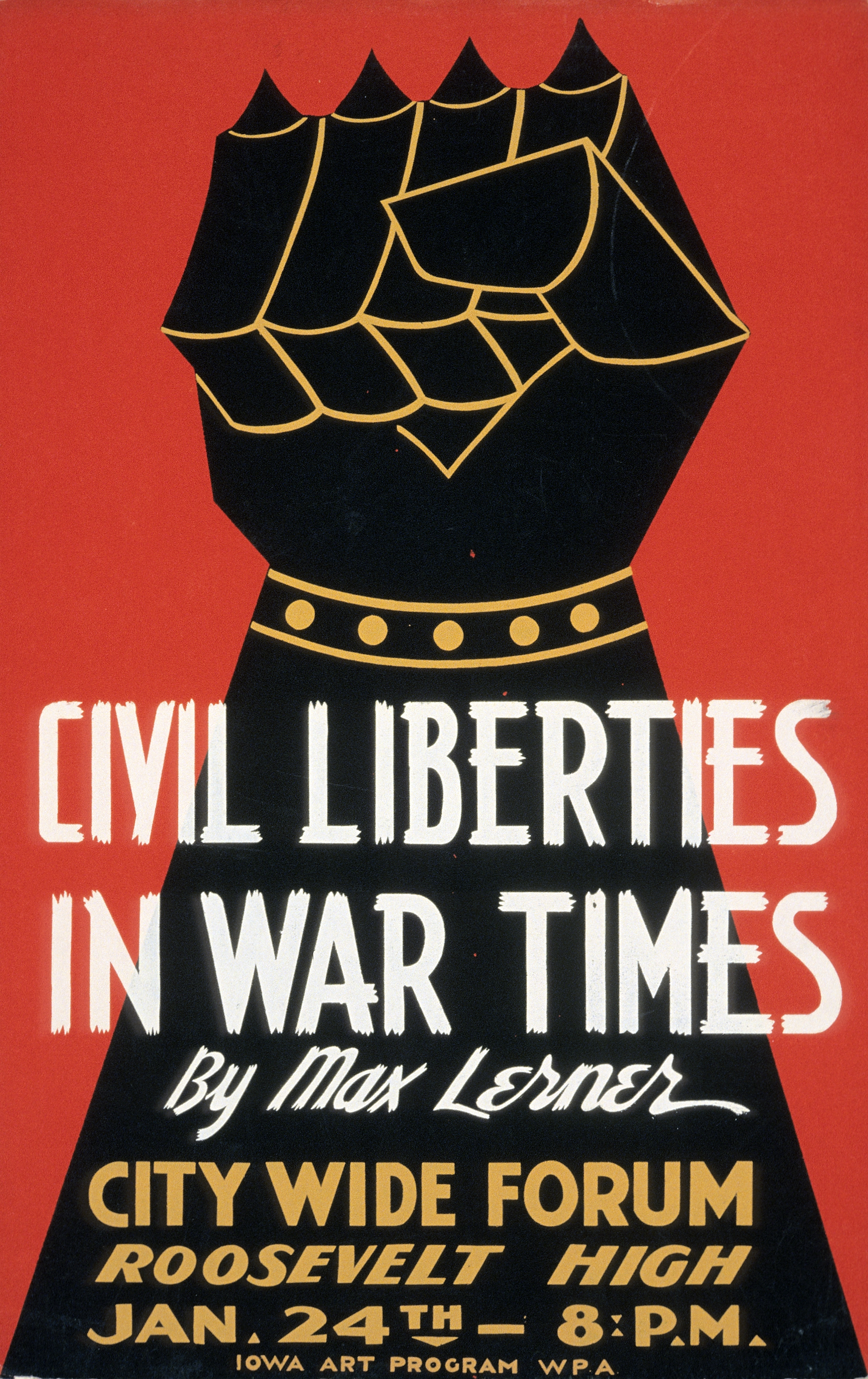
Cartaz de uma palestra de Max Lerner em Des Moines, Iowa, 1940

## Antecedentes
Maxwell Alan Lerner nasceu em 20 de dezembro de 1902 em Minsk, no Império Russo, filho de Bessie (Podel) e Benjamin Lerner. Sua família judia russa emigrou para os Estados Unidos em 1907, onde seu pai vendia leite de porta em porta. Lerner se formou na Universidade de Yale em 1923. Ele estudou direito lá, mas se transferiu para a Universidade de Washington em St. Louis para um mestrado em 1925.

## Carreira
Uma vez fora da escola, Lerner começou a trabalhar como editor da Encyclopaedia of the Social Sciences (1927–32), The Nation (1936–38) e PM (1943–48). Após a venda da PM, ele continuou contribuindo com seu sucessor de curta duração, o New York Star (encerrado em 1949).
Sua coluna para o New York Post estreou em 1949. Ganhou um lugar na lista dos oponentes políticos de Nixon. Durante a maior parte de sua carreira, ele foi considerado um liberal. Em seus últimos anos, no entanto, ele foi visto como uma espécie de conservador, pois expressou apoio a Margaret Thatcher e ao governo Reagan.
Ele lecionou no Sarah Lawrence College, na Harvard University, no Williams College, na United States International University, na University of Notre Dame e na Brandeis University. Lerner também era amigo próximo da estrela de cinema Elizabeth Taylor durante seu casamento com Eddie Fisher. Ele é referenciado na letra da canção de Phil Ochs, "Love Me, I'm a Liberal": You know, I've memorized Lerner and Golden".

## Vida pessoal e morte
Lerner foi um forte defensor do New Deal.
Lerner era um oponente ferrenho da discriminação contra os afro-americanos, mas apoiou o internamento nipo-americano do tempo de guerra e apoiou uma resolução da American Civil Liberties Union sobre a questão de "subordinar as liberdades civis às considerações de tempo de guerra e lealdades políticas".
Lerner se casou com Anita Marburg em 1928 e eles se divorciaram em 1940. Ele se casou com Edna Albers em 1941. Lerner morreu em 5 de junho de 1992.
A neta de Lerner é a atriz Betsy Russell.

## Trabalhos
O livro mais influente de Lerner foi America as a Civilization: Life and Thought in the United States Today (1957).
Seu livro, The Unfinished Country, é uma coleção de mais de 200 de suas colunas diárias, que foram escritas para o New York Post ao longo de mais de uma década. The Unfinished Country contém uma de suas citações mais conhecidas: "O ponto de viragem no processo de crescimento é quando você descobre o núcleo de força dentro de você que sobrevive a todas as dores." Seu livro de 1990, Wrestling with the Angel, era sobre sua longa luta contra a doença.